# 8987 Cavancuddy
A 8987 Cavancuddy (ideiglenes jelöléssel (8987) 1978 VD4) a Naprendszer kisbolygóövében található aszteroida. Eleanor F. Helin és Schelte J. Bus fedezte fel 1978. november 7-én.